# Черкашин, Николай Фёдорович
Никола́й Фёдорович Черка́шин (24 мая 1922, Большое Городище, Курская губерния — 6 ноября 1999, Москва) — советский военачальник, командующий 1-й армией ПВО Особого назначения ордена Ленина Московского округа ПВО (1969—1979); первый заместитель командующего войсками ордена Ленина Московского округа ПВО (1979—1984), генерал-полковник.

## Биография
Родился в селе Большое Городище Корочанского уезда Курской губернии (ныне — в Шебекинском районе Белгородской области).
После окончания восьми классов Большегородищенской школы продолжил учёбу в Корочанской средней школе, которую окончил в 1939 году.
С 1939 года — на военной службе. Поступил в Горьковское зенитно-артиллерийское училище в городе Горький (ныне — Нижний Новгород), ускоренный курс которого окончил осенью 1941 года в связи с началом Великой Отечественной войны. Получив звание младшего лейтенанта, был отправлен на Калининский фронт. Свою боевую службу продолжил на Курской дуге уже в качестве командира зенитной артиллерийской батареи. В 1943 году вступил в ВКП(б)/КПСС.
Затем командовал зенитным артиллерийским дивизионом 1423-го зенитного артиллерийского полка ПВО. Как лучший командир дивизиона в 1944 году капитан Н. Ф. Черкашин был выдвинут на должность помощника начальника 5-го отдела штаба 8-го корпуса ПВО в составе Южного, а затем Юго-Западного фронтов ПВО. За высокую боевую подготовку и оперативную готовность дивизиона, систематический контроль и помощь частям в 1945 году награждён орденом Красной Звезды. Войну закончил в звании майора.
После войны окончил Артиллерийскую академию имени Ф. Э. Дзержинского. Являлся командиром 591-го зенитного ракетного полка (зрп) 1-й армии ПВО Особого назначения. 15—20 апреля 1955 года личный состав 591-го зрп под командованием подполковника Н. Ф. Черкашина впервые в истории Вооружённых Сил СССР на полигоне Капустин Яр выполнил боевую стрельбу зенитными управляемыми ракетами.
Впоследствии занимал различные командные и штабные должности в Войсках ПВО страны. Окончил Военную академию Генерального штаба Вооружённых Сил СССР.
В 1969—1979 годах — командующий 1-й армией ПВО Особого назначения ордена Ленина Московского округа ПВО (штаб армии — в городе Балашиха Московской области).
В 1979—1982 годах — первый заместитель командующего войсками ордена Ленина Московского округа ПВО.
В 1984—1987 годах — представитель главнокомандующего Объединёнными Вооружёнными силами государств — участников Варшавского договора при командующем ВВС и войск ПВО Национальной народной армии ГДР генерал-полковнике Вольфганге Рейнхольде.
С 1987 года генерал-полковник Н. Ф. Черкашин — в отставке.
Жил в Москве. Умер 6 ноября 1999 года. Похоронен в Москве на Троекуровском кладбище.
Генерал-полковник артиллерии (25.10.1979). Генерал-полковник (26.04.1984).

## Награды
- орден Красного Знамени;
- орден Отечественной войны 1-й степени (11.03.1985);
- 3 ордена Красной Звезды (в том числе 20.02.1945[1]);
- орден «За службу Родине в Вооружённых Силах СССР» 3-й степени;
- медали СССР и Российской Федерации.